# Haute Loge
La Haute Loge est un sommet du massif des Vosges situé en France, dans le département des Vosges, s'élevant à 938 mètres d'altitude. Il se trouve sur la commune de Moussey.
La chaume a été traditionnellement gérée par des mennonites alsaciens jusqu'au XIXe siècle.

## Toponymie
Les Hautes-Chaumes sont mentionnées dans le cartulaire de l'abbaye de Senones, dans une copie de l'acte de fondation établi par Childéric II vers 661, sous l'appellation « summas Campanias », désignant une lande ou un plateau désert. À la lisière de ces zones, les pasteurs avaient construit leurs abris, appelés hautes loges, qui ont ensuite donné leur nom au sommet. Ce dernier était également désigné, dans les textes du XIXe et du début du XXe siècle, sous le nom de signal des Hautes-Chaumes.

## Géographie

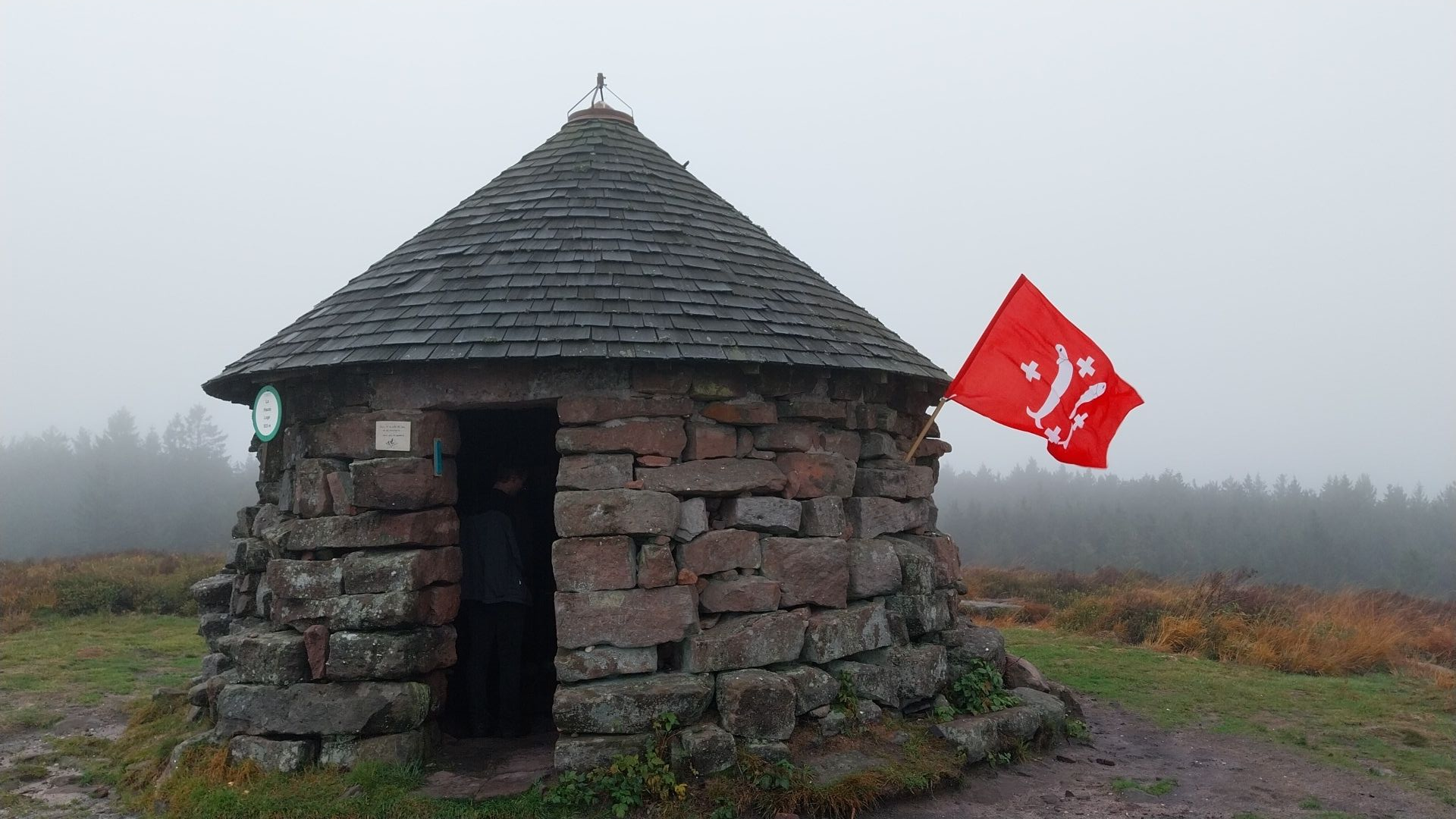
Refuge de la Haute-Loge en automne, avec le drapeau de la principauté de Salm.

Le site, accessible depuis le col de Prayé, offre une vue panoramique sur les vallées de la Bruche et du Rabodeau, ainsi que sur les plaines d'Alsace et de Lorraine, la Forêt-Noire, et la ville de Strasbourg,. À l'est, un refuge circulaire en pierre se dresse au cœur de la chaume.
Les Hautes-Chaumes, associées aux anciennes forêts royales, forment la forêt domaniale du val de Senones. Ce sommet aplani, constitué de roches cristallines, présente des couches de grès atteignant jusqu'à 430 mètres d'épaisseur. Il est recouvert de chaumes et de forêts d'altitude, caractéristiques de la montagne vosgienne. Au nord, un petit cirque glaciaire s'étend au pied de la tête des Blanches Roches,.

## Histoire
Le site se situe dans la principauté de Salm-Salm, annexée à la France le 2 mars 1793 après une grave crise économique. Au XVIe siècle, des marcaires, originaires des vallées d'Allarmont et de Moussey, montaient en été faire paître le bétail avant de redescendre pour l'hiver. Le bail pour l'exploitation des terres était généralement de trois ans et était attribué à un seul particulier, parfois deux, rarement trois.
Au XVIIe siècle, des mennonites, fuyant la Suisse, s'installèrent dans la principauté à partir de 1708. Ce groupe religieux, pratiquant le baptême adulte et rejetant la guerre ainsi que les serments, se fixa notamment sur les Hautes-Chaumes. Ils se regroupaient pour faire monter les enchères et parvenaient ainsi à acquérir les droits d'exploitation des pâturages,.
À 890 mètres d'altitude, subsistent les ruines d'une marcairie constituée de deux bâtiments. La construction en pierre la plus ancienne date probablement de 1780, mais elle a été abandonnée au cours du XIXe siècle.

« Les Hautes-Chaumes forment avec les anciennes forêts royales la forêt domaniale du Val de Senones, elles sont repiquées de résineux vers 1870. Dès 1605, le bail impose à son locataire de construire une grange et de réserver un lieu pour y créer une prairie de fauche, mais la première construction en pierre date vraisemblablement de 1780. Suivant les documents elle est nommée marcairie ou choffe destinée à la retraite des bestiaux et à la fabrication des fromages. Elle sera agrandie par les locataires suivants. Le cadastre de 1837 mentionne la quasi-totalité des bâtiments visibles aujourd'hui, hormis la seconde étable. Abandonné au cours du XIXe siècle, puis ruiné, le site a fait l'objet d'un dégagement provisoire en 2004. »

— Jean-Yves Henry
La Haute Loge a fait l'objet d'une replantation en résineux autour de 1870. Cependant, ce projet s'est révélé difficile et s'est échelonné sur plusieurs décennies. Les semis et plantations d'épicéas ont rencontré des difficultés, avec des succès variés dans leur établissement.
Durant la Seconde Guerre mondiale, la frontière de 1870 rétablie par les Allemands marquait la limite entre l'Alsace annexée et la France (département des Vosges). Cette ligne de crête servait de passage pour ceux qui cherchaient à échapper à l'occupation nazie ou à rejoindre les forces alliées, souvent avec l'aide de passeurs.

## Activités
Le sentier des Passeurs emprunte les chemins utilisés pendant la Seconde Guerre mondiale. Ce parcours historique de 14 km est entretenu par le Club vosgien,. Par ailleurs, le circuit de Salm, long de 22 km, traverse le territoire de Salm en passant par la Haute Loge et sa marcairie.